# 小行星125592
小行星125592（125592 Buthiers）是一颗绕太阳运转的小行星，为主小行星带小行星。该小行星于2001年12月20日发现。
該小行星以法國的布希爾天文台（Buthiers Observatory）命名。

## 轨道参数
小行星125592的轨道半长轴为386 863 506 km，2.5859860 UA，离心率为0.136。